# Ave Maria de Bonis
Le premier Ave Maria, op. 68, est une œuvre de Mel Bonis, datant de 1904.

## Composition
Mel Bonis compose son Ave Maria pour mezzo-soprano ou baryton et orgue en 1904. L'œuvre est dédiée « à mon petit Édouard ». Elle est publiée en 1904 aux éditions Demets, puis rééditée en 2000 par les éditions Armiane.

## Analyse
Mel Bonis utilise la forme Lied, comme dans son Regina Cœli, son Noël pastoral ou dans Allons prier !.

## Réception
Alexandre Guilmant, cofondateur de la Schola Cantorum de Paris, est très élogieux envers le premier Ave Maria de Mel Bonis : « C'est un morceau d'un sentiment exquis et d'une écriture fort intéressante ; je l'aime beaucoup et je vous adresse toutes mes sincères félicitations. »,.

## Sources
- Étienne Jardin, Mel Bonis (1858-1937) : parcours d'une compositrice de la Belle Époque, 2020 (ISBN 978-2-330-13313-9 et 2-330-13313-8, OCLC 1153996478, lire en ligne)